# 행주산성해맞이축제
행주산성해맞이축제는 경기도 고양시에서 개최하는 신년 해맞이 축전이다.